# Cerodontha okazakii
Cerodontha okazakii este o specie de muște din genul Cerodontha, familia Agromyzidae. A fost descrisă pentru prima dată de Matsumura în anul 1916. Conform Catalogue of Life specia Cerodontha okazakii nu are subspecii cunoscute.